# Jakobus (przeor kłodzki)
Jakobus (ur. ?, zm. 1455 w Kłodzku) – mnich i siódmy przeor klasztoru augustianów w Kłodzku od 1453 roku.

## Życiorys
Należał do członków zakonu augustianów w Kłodzku. Po śmierci przeora Henryka w 1453 roku, został wybrany na jego następcę. Podczas swoich rządów dokonał sprzedaży odbudowanego wcześniej folwarku w Szalejowie Dolnym. W tym czasie kłodzki klasztor augustianów przechodził poważny kryzys, a w jego murach znajdowało się wyłącznie czterech mnichów.
Podobnie jako poprzednik, opowiadał się za zreformowaniem kłodzkiego klasztoru, prosząc o wsparcie braci z Wiednia, jednak bezskutecznie.